# Berberis reicheana
Berberis reicheana är en berberisväxtart som beskrevs av Schneider. Berberis reicheana ingår i släktet berberisar, och familjen berberisväxter. Inga underarter finns listade i Catalogue of Life.